# Jacob Melanson
Jacob Melanson, född 22 april 2003, är en kanadensisk professionell ishockeyforward som är kontrakterad till Seattle Kraken i National Hockey League (NHL) och spelar för Coachella Valley Firebirds i American Hockey League (AHL).
Han har tidigare spelat för Remparts de Québec, Titan d’Acadie-Bathurst och Phœnix de Sherbrooke i Ligue de hockey junior majeur du Québec (LHJMQ).
Melanson draftades av Seattle Kraken i femte rundan i 2021 års draft som 131:a spelare totalt.

## Statistik
| 2016–2017    | Truro Bearcats             | NSMBHL       | 33  | 19 | 6  | 25  | 48  | 2  | 1  | 0  | 1  | 4  |
| 2017–2018    | Truro Bearcats             | NSMBHL       | 31  | 44 | 32 | 76  | 76  | 2  | 3  | 3  | 6  | 8  |
| 2018–2019    | Weeks Majors               | NSMMHL       | 32  | 20 | 21 | 41  | 63  | 3  | 1  | 1  | 2  | 6  |
|              | Amherst Ramblers           | MHL          | 1   | 1  | 2  | 3   | 0   | 3  | 0  | 0  | 0  | 2  |
| 2019–2020    | Remparts de Québec         | LHJMQ        | 39  | 3  | 7  | 10  | 19  | —  | —  | —  | —  | —  |
| 2020–2021    | Titan d’Acadie-Bathurst    | LHJMQ        | 18  | 8  | 11 | 19  | 26  | 5  | 2  | 1  | 3  | 16 |
| 2021–2022    | Titan d’Acadie-Bathurst    | LHJMQ        | 54  | 35 | 21 | 56  | 85  | 8  | 4  | 2  | 6  | 10 |
| 2022–2023    | Titan d’Acadie-Bathurst    | LHJMQ        | 27  | 25 | 19 | 44  | 35  | —  | —  | —  | —  | —  |
|              | Phœnix de Sherbrooke       | LHJMQ        | 32  | 25 | 30 | 55  | 20  | 14 | 8  | 7  | 15 | 12 |
|              | Coachella Valley Firebirds | AHL          | —   | —  | —  | —   | —   | 1  | 0  | 0  | 0  | 0  |
| 2023–2024    | Coachella Valley Firebirds | AHL          | 62  | 6  | 12 | 18  | 87  | 18 | 2  | 4  | 6  | 18 |
| 2024–2025    | Seattle Kraken             | NHL          | 1   | 0  | 0  | 0   | 0   | —  | —  | —  | —  | —  |
|              | Coachella Valley Firebirds | AHL          | 27  | 7  | 3  | 10  | 34  | —  | —  | —  | —  | —  |
| NHL totalt   | NHL totalt                 | NHL totalt   | 1   | 0  | 0  | 0   | 0   | —  | —  | —  | —  | —  |
| AHL totalt   | AHL totalt                 | AHL totalt   | 89  | 13 | 15 | 28  | 12  | 19 | 2  | 4  | 6  | 18 |
| LHJMQ totalt | LHJMQ totalt               | LHJMQ totalt | 170 | 96 | 88 | 184 | 185 | 27 | 14 | 10 | 24 | 38 |